# Sylwester Paszkiewicz
Sylwester Paszkiewicz (ur. 23 października 1928 w Siemianowicach Śląskich) – pułkownik Służby Bezpieczeństwa, zastępca komendanta ds. SB Komendy Wojewódzkiej Milicji Obywatelskiej w Gdańsku w latach 1975–1983 i zastępca szefa ds. SB Wojewódzkiego Urzędu Spraw Wewnętrznych (WUSW) w Gdańsku 1983–1989, zastępca dyrektora Departamentu V Ministerstwa Spraw Wewnętrznych w 1989.

## Życiorys
Syn Stanisława i Kazimiery. Od 1944 należał do Związku Walki Młodych, od 1946 do Polskiej Partii Robotniczej a następnie do Polskiej Zjednoczonej Partii Robotniczej. Od marca do listopada 1945 był zatrudniony w Wojewódzkim Urzędzie Bezpieczeństwa Publicznego w Rzeszowie (komórka poczty specjalnej). Następnie przydzielony do WUBP w Koszalinie, a od stycznia 1946 funkcjonariusz WUBP w Szczecinie i innych miastach Pomorza Zachodniego (m.in. krótkotrwale referent w Gminie Głębokie), od 1954 kierownik sekcji, od 1956 starszy oficer operacyjny.
Od 1957 pracował w pionie SB w KW MO w Szczecinie jako oficer operacyjny, od 1965 zastępca naczelnika, od 1971 naczelnik Wydziału II SB KW MO. 1 czerwca 1975 został przeniesiony do Gdańska na stanowisko zastępcy komendanta ds. SB KW MO. Z dniem 1 września 1981 został I zastępcą komendanta ds. SB KW MO, czyli wojewódzkim szefem SB. Na tym stanowisku w nocy na 13 grudnia 1981, gdy wprowadzano stan wojenny, kierował wielką operacją w Grand Hotelu w Sopocie, gdzie zatrzymano kilkudziesięciu działaczy „Solidarności”, m.in. Jacka Kuronia, Jana Rulewskiego, Tadeusza Mazowieckiego, Krzysztofa Wyszkowskiego i Karola Modzelewskiego. Od sierpnia 1983 jego stanowisko zostało przemianowane na  I zastępcę szefa ds. SB w WUSW w Gdańsku.
Od 15 czerwca 1989 był na etacie niejawnym zastępcy dyrektora w Departamencie V Ministerstwie Spraw Wewnętrznych, od 1 listopada 1989 na etacie niejawnym kierownika w grupie specjalnej Departamentu Ochrony Gospodarki MSW. W tym czasie od połowy czerwca 1989 do końca marca 1990 służył w grupie operacyjnej w Berlinie.
Jego syn Ryszard Paszkiewicz został prokuratorem.

## Odznaczenia
- Złoty Krzyż Zasług
- Medal 30-lecia Polski Ludowej
- Medal 40-lecia Polski Ludowej
- Order Sztandaru Pracy II klasy
- Krzyż Kawalerski Orderu Odrodzenia Polski
- Krzyż Oficerski Orderu Odrodzenia Polski
- Krzyż Komandorski Orderu Odrodzenia Polski
- Medal „Za udział w walkach w obronie władzy ludowej”
- Złoty Medal „Za zasługi dla obronności kraju”
- Medal im. Ludwika Waryńskiego (1988)[3].
- i inne